# Ley de Hale

Ley de Hale ilustrada con grupos de manchas solares. Cada mancha lleva una N (Norte) o una S (Sur) que indica su polaridad magnética. Cada grupo de manchas solares se compone de dos manchas de polaridad opuesta, la más a la derecha a la cabeza y la más a la izquierda a la cola

En física solar, la ley de Hale, también conocida como ley de polaridad de Hale o ley de Hale-Nicholson, es una ley empírica para la orientación de los campos magnéticos en las regiones activas solares .
Se aplica a regiones activas simples que tienen configuraciones de campo magnético bipolares en las que una polaridad magnética es líder con respecto a la dirección de rotación solar. La ley de Hale establece que, en el mismo hemisferio solar norte o sur, estas regiones activas tienen la misma polaridad magnética principal; que, en hemisferios opuestos, estas regiones activas tienen la polaridad principal opuesta; y que, de un ciclo de manchas solares al siguiente, estas polaridades se invierten. Debe su nombre a George Ellery Hale y Seth Barnes Nicholson, cuyas observaciones de los campos magnéticos de las regiones activas condujeron a la formulación de la ley a principios del siglo XX.
La ley de Hale, junto con la ley de Joy y la ley de Spörer, proporciona restricciones observacionales para los modelos de la dinamo solar, que genera el campo magnético del Sol. La ley de Hale sugiere que las regiones activas se originan a partir de un campo magnético toroidal altamente organizado en el interior del Sol que invierte su polaridad a lo largo del ecuador y alterna su polaridad entre los ciclos de manchas solares.

## Historia

Las regiones activas suelen ser bipolares, con dos polos de polaridad magnética opuesta arraigados en la fotosfera

El campo magnético solar fue detectado por primera vez en 1908 por George Ellery Hale, cuando demostró observacionalmente que las manchas solares tenían campos magnéticos fuertes y bipolares Con estas observaciones, Hale también observó que la mayoría de los grupos de manchas solares dentro del mismo hemisferio solar norte o sur compartían la misma polaridad principal y que este patrón se invertía a través del ecuador. En la transición del ciclo solar 14 al ciclo solar 15, Hale y sus colaboradores llevaron a cabo nuevas observaciones. En 1919, su trabajo reveló que la polaridad magnética de los pares de manchas solares en ambos hemisferios se invertía de un ciclo de manchas solares de 11 años al siguiente. Estos patrones pasaron a conocerse colectivamente como ley de polaridad de Hale, o simplemente ley de Hale.

## Definición
La ley de Hale describe la polaridad magnética asociada a las regiones activas solares. El campo magnético de la mayoría de las regiones activas puede aproximarse mediante un par de monopolos magnéticos de polaridad opuesta, en cuyo caso la región se denomina región activa bipolar. Por lo general, estos polos están orientados de forma que uno de ellos es el principal con respecto a la dirección de rotación solar y el otro es el secundario.
La ley de Hale establece que las regiones activas bipolares tienen las siguientes propiedades dependiendo de si la región está situada en el hemisferio norte o en el hemisferio sur solar:
- En el mismo hemisferio, las regiones tienden a tener la misma polaridad principal.Ciclo solar 24Ciclo solar 25Los magnetogramas fotosféricos tomados durante los ciclos solares 24 y 25 demuestran la ley de Hale. Aquí, las manchas blancas indican líneas de campo magnético que apuntan hacia fuera de la página, mientras que las manchas negras indican líneas de campo magnético que apuntan hacia dentro de la página. Las regiones activas bipolares aparecen como pares de estas manchas blancas y negras. En estos magnetogramas, la polaridad principal de una región activa dada es la polaridad más a la derecha.

- En el hemisferio opuesto, las regiones tienden a tener la polaridad principal opuesta.

- Las polaridades principales en ambos hemisferios se invierten de un ciclo de manchas solares al siguiente.

### Regiones anti-Hale
Las regiones activas bipolares que violan la ley de Hale se conocen como regiones anti-Hale. Las estimaciones del porcentaje de regiones activas bipolares que violan la ley de Hale han oscilado entre el 2 y el 9%. Las regiones activas pequeñas, débiles y efímeras violan la ley de Hale con más frecuencia que la media, con un número relativo en torno al 40%. Por el contrario, sólo el 4% de las regiones activas de tamaño medio a grande infringen la ley de Hale.Además, las regiones anti-Hale -y las regiones pequeñas en general- tienden a tener un ángulo de orientación, o inclinación, que no sigue la ley de Joy y se ha descubierto que son más frecuentes durante los mínimos solares.

### Ciclo Hale
Dado que la ley de Hale establece que las polaridades magnéticas principales en cada hemisferio se alternan entre los ciclos de manchas solares, se necesitan dos ciclos completos para que las polaridades principales vuelvan a su patrón original.
Esto indica que el ciclo de manchas solares de aproximadamente 11 años es la mitad de un ciclo magnético de 22 años, que a veces se denomina ciclo de Hale .

## Dínamo solar
La ley de Hale tiene importantes implicaciones para el campo magnético interno del Sol y la dinamo que lo impulsa. En concreto, la observación de que todas las regiones activas de un hemisferio norte-sur tienen la misma polaridad magnética principal sugiere que su aparición es la manifestación de un campo magnético altamente organizado alineado este-oeste, o toroidal, en el interior del Sol. Además, las observaciones de que la polaridad del campo magnético principal se invierte a través del ecuador y se alterna entre los sucesivos ciclos de manchas solares sugiere además que dicho campo toroidal también invierte la polaridad a través del ecuador y alterna polaridades entre ciclos.
La ley de Hale, junto con la ley de Joy para la inclinación de los grupos de manchas solares y la ley de Spörer para la variación de las latitudes de las regiones activas, proporciona fuertes limitaciones observacionales para los modelos de la dinamo solar. Por ejemplo, según el mecanismo Babcock-Leighton para la dinamo solar, el campo toroidal implícito en la ley de Hale es el resultado de la rotación diferencial latitudinal solar que da cuerda a un campo magnético alineado norte-sur, o poloidal.